# 独身のスキャット
『独身のスキャット』（どくしんのスキャット）は、1970年1月7日から3月18日まで、TBS系列で放送されたテレビドラマである。全11話。

## 概要
円谷プロダクションがSF要素のない一般向けドラマに本格進出した最初の作品。また、TBSを退社した円谷一が円谷プロの代表に就任して最初にプロデュースした作品でもあり、枠はTBSの退社土産としてもらったものである。監督や脚本は、満田かずほと関沢新一を除いて円谷プロ初参加となる面々が集められた。なお、監修は円谷英二が担当したが本放送期間中に死去したため、本作品は彼の最後の監修作品ともなっている。
当時の世相を風刺した悲喜劇で、映画『アパートの鍵貸します』に触発されたものとされる。また、健康的なお色気シーンも毎回盛り込まれており、『プレイガール』のようなセクシードラマも意識していたとされる。第1話の青島幸男と応蘭芳をはじめとして、毎回多彩なゲストが出演するのも特徴である。
本作品の企画案を書いたのは、当時円谷プロ企画室所属の田口成光であった。円谷一の「スポンサーは資生堂一社、何かやりたいことはないか？」の一言に、田口は「ニューヨーク喜劇のようなものをやりたい」と答えた。そこで祖師谷の喫茶店にて4時間ほどで書き上げたのが、『ああ独身』であった。もっとも、田口は主役がなべおさみであることを聞いて「彼ではニューヨーク喜劇にならない」と少々がっかりしたようである。完成品でのタイトルは、当時流行していた楽曲「夜明けのスキャット」がヒントになっている。
特撮を主体としていないが、ワイプなどにはオプチカル・プリンターが活用されている。

## あらすじ
平凡なサラリーマン・村上貫一は、分不相応に豪華なマンションに住んでいるが、そのローン返済に四苦八苦していた。そこで、夜だけ部屋の鍵を貸す商売を始める。

## キャスト
- 村上貫一：なべおさみ
- あやめ（貫一の隣人、クラブのホステス）：大原麗子
- 玉男（貫一のいとこ）：ミッキー安川
- ひろみ：柏木由紀子
- あやの：桜井浩子
- さつき：一ノ木真弓
- 中西産業社長：千秋実
- ナレーター：野沢那智

## スタッフ
- 監修：円谷英二
- プロデューサー：忠隈昌、河島治之（TBS）、円谷一
- 脚本：関沢新一、長野洋、石松愛弘、真弓典正、加恵雅子
- 演出：長谷部安春、満田かずほ、青野暉、川島伸、鍛冶昇
- 音楽：広瀬健次郎、小山恭弘
- 撮影：佐川和夫
- 照明：浅沼旦生
- 美術：鈴木儀雄
- 編集∶近藤久
- 録音：櫂の会、アオイスタジオ
- 効果：坂井三郎（日活効果）
- 光学撮影：宮重道久
- 光学作画：木村金男
- 現像：東京現像所
- 制作：円谷プロダクション、TBS

## 各話リスト
| 話数   | 脚本                        | 監督       | ゲスト（マンションの客）            | その他のゲスト                                          |
| ------ | --------------------------- | ---------- | ----------------------------------- | ------------------------------------------------------- |
| 第1話  | 関沢新一                    | 長谷部安春 | 青島幸男 應蘭芳                     | 大泉滉 中村是好                                         |
| 第2話  | 関沢新一                    | 長谷部安春 | なし                                | 塚田茂 宝生あやこ Wけんじ                               |
| 第3話  | 長野洋                      | 満田かずほ | 水森亜土 内藤陳                     | 毒蝮三太夫                                              |
| 第4話  | 石松愛弘                    | 満田かずほ | 米倉斉加年 市川和子                 | 丘寵児 大村千吉                                         |
| 第5話  | 長野洋                      | 満田かずほ | 太田博之 石立鉄男 宮城千賀子 左卜全 |                                                         |
| 第6話  | 石松愛弘                    | 満田かずほ | 三遊亭歌奴 阿部京子                 |                                                         |
| 第7話  | 長野洋                      | 青野暉     | なし                                | コロムビア・トップ・ライト 楠トシエ 砂川啓介 久里みのる |
| 第8話  | 真弓典正                    | 満田かずほ | 柳家小さん 山本陽子                 | 柳家小ゑん 小林生代子 牟田悌三 奥村公延                 |
| 第9話  | 加恵雅子 原案・ミッキー安川 | 青野暉     | 悠木千帆                            | 伴淳三郎 世志凡太                                       |
| 第10話 | 長野洋                      | 鍛治昇     | なし                                | 沖山秀子 松本染升 春江ふかみ 原田力                     |
| 第11話 | 石松愛弘                    | 鍛治昇     | 堺左千夫                            | ナンセンストリオ 潮万太郎 関千恵子                      |

## その他
- オープニング、なべおさみの寸劇を演出したのはプロデューサーの河島治之であり、実は第9話も監督していたが、プロデューサーが監督を兼任するのはいかがなものか、という意見が出て、クレジットは満田かずほになったとのこと。しかし、満田は現場で監督補佐として付いていたため、クレジットはあながち間違っていない、と語っている。
- オープニング演出の内容は、脚本家の関沢新一により提案されたもので、「トップシーンでド肝を抜け」と円谷一に進言していた[6]。
- スポンサーのプラチナ萬年筆からは、競合企業のパイロット萬年筆やセーラー万年筆を連想させる飛行機乗りや船乗りは登場させないよう要望があった[7]。
- 2013年3月に東映ビデオからDVD-BOXが発売され、初のソフト化となった[5]。ただし、第2話 - 第4話は音声素材が円谷プロでも行方不明で現存していないため、ボーナスディスク内に特典として映像のみが収録されている[5]。

## 参考資料
- 夜ごとの円盤 怪獣夢幻館
- 円谷一 ウルトラQと“テレビ映画”の時代
- 『円谷英二特撮世界』勁文社、2001年8月10日。ISBN 4-7669-3848-8。
- 「田口成光インタビュー」『別冊映画秘宝 円谷プロ怪奇ドラマ大作戦』洋泉社〈洋泉社MOOK〉、2013年、58頁。ISBN 978-4-8003-0174-1。
- 『円谷プロ画報』 第1巻、竹書房、2013年、54 - 55頁。ISBN 978-4-8124-9491-2。
- 講談社 編『ウルトラ特撮 PERFECT MOOK』 vol.04《帰ってきたウルトラマン》、講談社〈講談社シリーズMOOK〉、2020年8月25日。ISBN 978-4-06-519974-9。
- 独身のスキャット DVD-BOX

| TBS系列 水曜21:00枠                            | TBS系列 水曜21:00枠                               | TBS系列 水曜21:00枠                             |
| 前番組                                         | 番組名                                            | 次番組                                          |
| ---------------------------------------------- | ------------------------------------------------- | ----------------------------------------------- |
| Oh!それ見よ （1969年10月1日 - 1969年12月31日） | 独身のスキャット （1970年1月7日 - 1970年3月18日） | ヒット歌謡No.1 （1970年4月1日 - 1971年9月29日） |